# Neykkarappatti
Neykkarappatti es una ciudad censal situada en el distrito de Salem en el estado de Tamil Nadu (India). Su población es de 12090 habitantes (2011).

## Demografía
Según el censo de 2011 la población de Neykkarappatti era de 12090 habitantes, de los cuales 6069 eran hombres y 6021 eran mujeres. Neykkarappatti tiene una tasa media de alfabetización del 71,13%, inferior a la media estatal del 80,09%: la alfabetización masculina es del 78,48%, y la alfabetización femenina del 63,71%.